# باراسكيفي باتوليدو
باراسكيفي "فولا" باتوليدو (باليونانية: Παρασκευή "Βούλα" Πατουλίδου ، من مواليد 29 مارس 1965) هو رياضي وسياسي يوناني، وتنافست طوال مسيرتها في ألعاب القوى في سباقات 100 متر و 100 متر حواجز وفي منافسات الوثب الطويل. في عام 1992 كانت الفائزة المفاجئة بسباق 100 م حواجز للسيدات في دورة الألعاب الأولمبية في برشلونة. كانت المرشحة عن ولاية ثيسالونيكي في الانتخابات المحلية عام 2006 بدعم من حزب الحركة الاشتراكية اليونانية المعارض ، لكنها خسرت الانتخابات أمام باناغيوتيس بسومياديس، شغلت منصب نائب الحاكم الإقليمي لسالونيك في منطقة مقدونيا الوسطى.